# Colli Euganei pinello
Il Colli Euganei Pinello è un vino DOC la cui produzione è consentita nella provincia di Padova.

## Caratteristiche organolettiche
- colore: paglierino
- odore: delicato, caratteristico
- sapore: secco, talvolta abboccato

## Abbinamenti consigliati
Pesce

## Produzione
Provincia, stagione, volume in ettolitri
- Padova  (1994/95)  10,0
- Padova  (1995/96)  201,0
- Padova  (1996/97)  467,03